# Ferdinand Bischoff
Ferdinand Franz Xaver Georg Bischoff (24. dubna 1826, podle alternativního zdroje 1824 Olomouc – 16. srpna 1915 Štýrský Hradec) byl profesor rakouského práva a právních dějin, rektor Univerzity ve Štýrském Hradci a děkan její právnické fakulty.

## Život
Po promoci v roce 1850 pracoval Bischoff krátce v archivu a poté se v roce 1851 habilitoval soukromým docentem právních dějin a rakouského těžebního práva na právnické fakultě olomoucké univerzity. Následně odešel do Vídně na Právnickou školu Tereziánské akademie, a později se habilitoval na Vídeňské univerzitě v oboru dějin rakouského civilního práva. V letech 1855–1865 se stal řádným profesorem na Lvovské univerzitě. Mezi lety 1865–1896 pak vyučoval na Štýrskohradecké univerzitě, kde se stal šestkrát děkanem právnické fakulty, a v letech 1871–1872 rektorem univerzity. Bischoff byl také členem Vídeňské akademie věd.
Ferdinand Bischoff patří spolu s Georgem Phillipsem k prvním představitelům německých právních historiků v Rakousku. Jeho bádání v oblasti právních pramenů položilo základy rakouských ústavních, správních a civilních právních dějin. Editoval olomoucké, haličské a štýrské právní zdroje a zabýval se zvláště rakouským těžebním právem, krakovským kodexem, čarodějnými procesy a zástavním právem nemovitostí. Kromě toho se věnoval také dějinám štýrské hudby.

## Výběr díla
- Österreichische Stadtrechte und Privilegien, Vídeň 1857
- Steiermärkisches Landrecht des Mittelalters, Štýrský Hradec 1875
- Bericht über Weisthümer-Forschungen in Steiermark, Vídeň 1876, 1877, 1878
- Steirische und kärnthische Taidinge, Vídeň 1881